# Бей-Минетт (аэропорт)
Муниципальный аэропорт Бей-Минетт (англ. Bay Minette Municipal Airport), (FAA LID: 1R8) — государственный гражданский аэропорт, расположенный в 6 километрах к юго-западу от центральной части города Бей-Минетт (округ Болдуин, Алабама, США). Аэропорт находится в собственности городского самоуправления.

## Операционная деятельность
Муниципальный аэропорт Бей-Минетт занимает площадь в 75 гектар, расположен на высоте 76 метров над уровнем моря и эксплуатирует одну взлётно-посадочную полосу:
- 8/26 размерами 1675 х 24 метров с асфальтовым покрытием.

За период с 2 марта 2006 года по 2 марта 2007 года муниципальный аэропорт Бей-Минетт обработал 8416 операций взлётов и посадок самолётов (в среднем 23 операции ежедневно), все рейсы в данном периоде выполняла авиация общего назначения.